# Marcel Deviq
Marcel Deviq, né le 10 avril 1907 à Batna et décédé le 17 juin 1972 à Boulogne-Billancourt, est un homme politique français.